# Duellmanohyla rufioculis
Duellmanohyla rufioculis är en groddjursart som först beskrevs av Taylor 1952.  Duellmanohyla rufioculis ingår i släktet Duellmanohyla och familjen lövgrodor. IUCN kategoriserar arten globalt som livskraftig. Inga underarter finns listade i Catalogue of Life.